# Skijøring

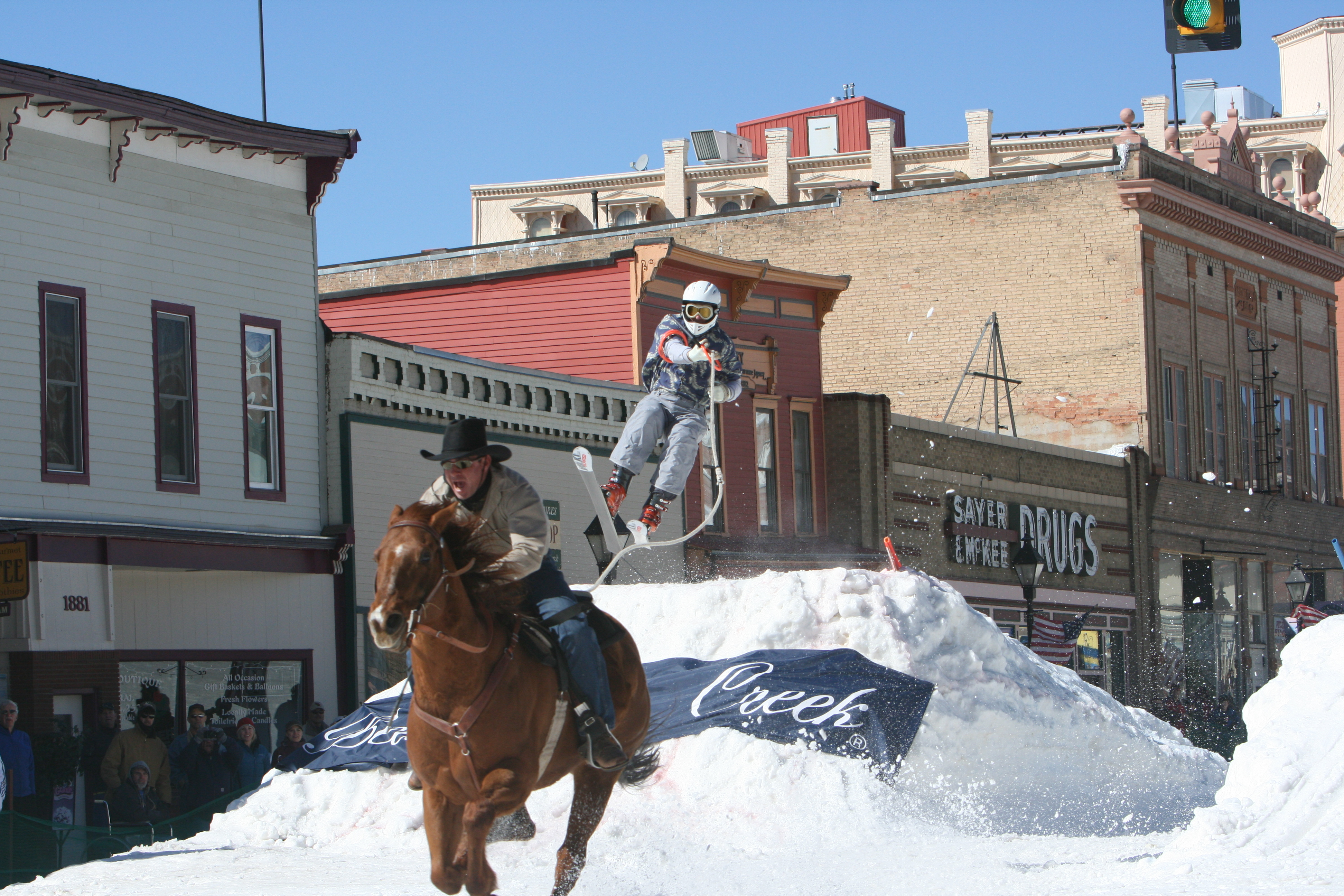
Skijøring met een paard

Skijøring (ski + kjøre (rijden)) is een wintersport. 

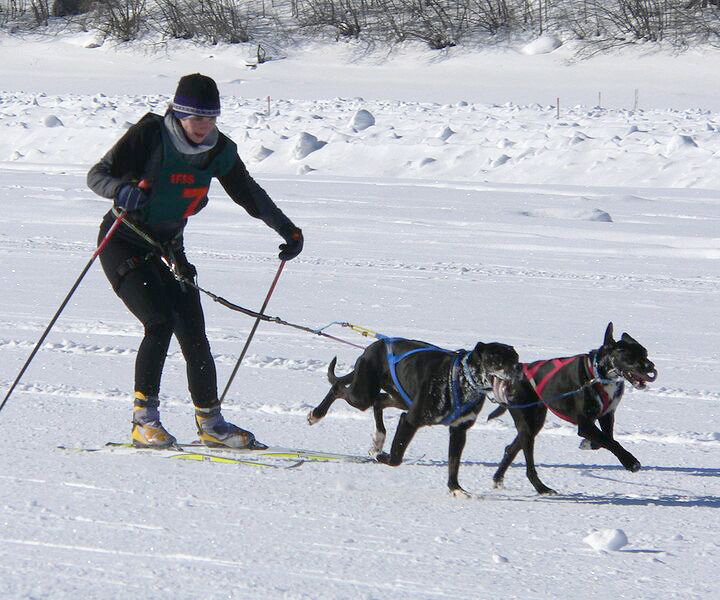
Skijøring met sledehonden

Hoewel de sport eigenlijk behoort te worden beoefend door een skiër die zich laat voorttrekken door een of meer sledehonden, gebeurt dit ook door een paard (met of zonder ruiter, in het laatste geval ment de skiër), motorfiets of zijspancombinatie. Skijøring wordt voornamelijk beoefend in Scandinavië, Duitsland, Zwitserland, Alaska en Oostenrijk. Indien er motorfietsen worden gebruikt, zijn dit crossmotoren en speedwaymachines, waarvan de banden van parkers zijn voorzien. Echte ijsracers zijn niet toegestaan, omdat de spikes te gevaarlijk (te lang en te scherp) zijn voor de skiër.
De sport heeft deels een militaire oorsprong, te vergelijken met de biatlon (kijk ook bij dragonders: ze verplaatsen zich te paard en vechten te voet). Skijøring was een demonstratiesport tijdens de Olympische Winterspelen 1928 in Sankt Moritz.